# Das brennende Geheimnis
Das brennende Geheimnis è un film muto del 1923 diretto da Rochus Gliese.

## Produzione
Il film fu prodotto dalla Comedia-Film GmbH.

## Distribuzione
Distribuito dalla Filmhaus Bruckmann, uscì nelle sale cinematografiche tedesche dopo essere stato presentato a Berlino il 27 settembre 1923. In Germania, è conosciuto anche con il titolo Mutter, dein Kind ruft!.